# KZ Echterdingen

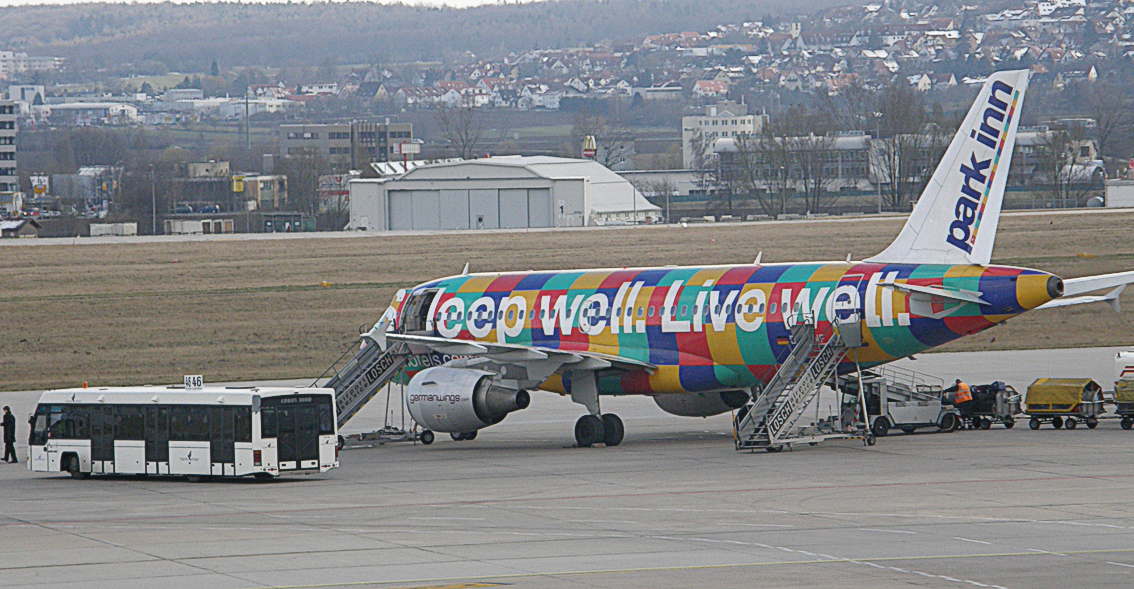
Hinten Mitte, der "Weiße Hangar" am Flughafen Stuttgart

Das Konzentrationslager Echterdingen wurde ab November 1944 als Außenstelle des KZ Natzweiler-Struthof auf dem Fliegerhorst in Echterdingen, dem heutigen Flughafen Stuttgart eingerichtet. Dieses Außenkommando war von der „Organisation Todt“ (OT) geplant und eingerichtet worden.

## Geschichte
Um den Flugbetrieb aufrechtzuerhalten, wurden während der Kriegsjahre vermutlich mehrere tausend Fremd- und Zwangsarbeiter in Echterdingen eingesetzt, deren genaue Schicksale schwer zu rekonstruieren sind. Im November 1944 wurden 600 jüdische Häftlinge in einen weißen Hangar eingesperrt. Sie waren zuvor im KZ Stutthof untergebracht und davor teilweise im KZ Auschwitz.
Die Häftlinge mussten Beschädigungen auf dem Flughafen ausbessern, insbesondere mussten sie Bombentrichter verfüllen. Die dafür nötigen Steine mussten sie in Steinbrüchen in Leinfelden, Plieningen und Bernhausen brechen. Als die Start- und Landebahn nicht mehr benutzbar war, mussten die Häftlinge eine Verbindung zur Autobahn bauen, die als Ersatz genutzt werden sollte. Die Arbeitsbedingungen waren unmenschlich, sie mussten täglich zu Fuß zu den Steinbrüchen gehen und nach dem Ausfall des Ofens wurde der Hangar nicht mehr beheizt. Die ausgemergelten Gefangenen konnten mitunter nicht mehr aus eigener Kraft zurück ins Lager: Zwei Mithäftlinge mussten sie mitschleifen oder sie wurden auf einem zweirädrigen Karren zurückgezogen. Bewacht wurden sie von Soldaten des Fliegerhorstes.
Nachdem eine Fleckfieberepidemie ausbrach begann die SS im Januar 1945 mit der Auflösung des Lagers. Von den mindestens 119 Toten waren die ersten 19 in Esslingen verbrannt worden, 66 weitere wurden zunächst in einem Massengrab im Bernhäuser Forst verscharrt und nach dem Krieg auf dem Ebershaldenfriedhof in Esslingen am Neckar beigesetzt. Die Überlebenden wurden in das KZ-Außenlager Vaihingen, das KZ Bergen-Belsen und das Zwangsarbeitslager Ohrdruf gebracht. Nur von 64 Häftlingen ist bekannt, dass sie das Kriegsende erlebten.

## Heutige Situation
Bei Bauarbeiten zur Erweiterung des Stuttgarter Flughafens wurden im Herbst 2005 etwa 100 Meter von dem Hangar entfernt sterbliche Überreste von 34 Häftlingen entdeckt. Da die jüdische Tradition eine ewige Ruhefrist fordert, wurden sie exakt am Fundort wieder bestattet. Am Sonntag, dem 15. April 2007 wurden die Grabsteine für die 34 Opfer des KZ Echterdingen gesetzt. Der Hangar und das angrenzende Gräberfeld befinden sich heute auf dem militärischen Teil des Flughafens, dem von der United States Army betriebenen Stuttgart Army Airfield. Am 8. Juni 2010 wurde daran angrenzend die frei zugängliche Gedenkstätte „Wege der Erinnerung“ nach einem Entwurf der Künstlerin Dagmar Pachtner eingerichtet. Die Gedenkstätte ist Mitglied des Verbundes der Gedenkstätten im ehemaligen KZ-Komplex Natzweiler.

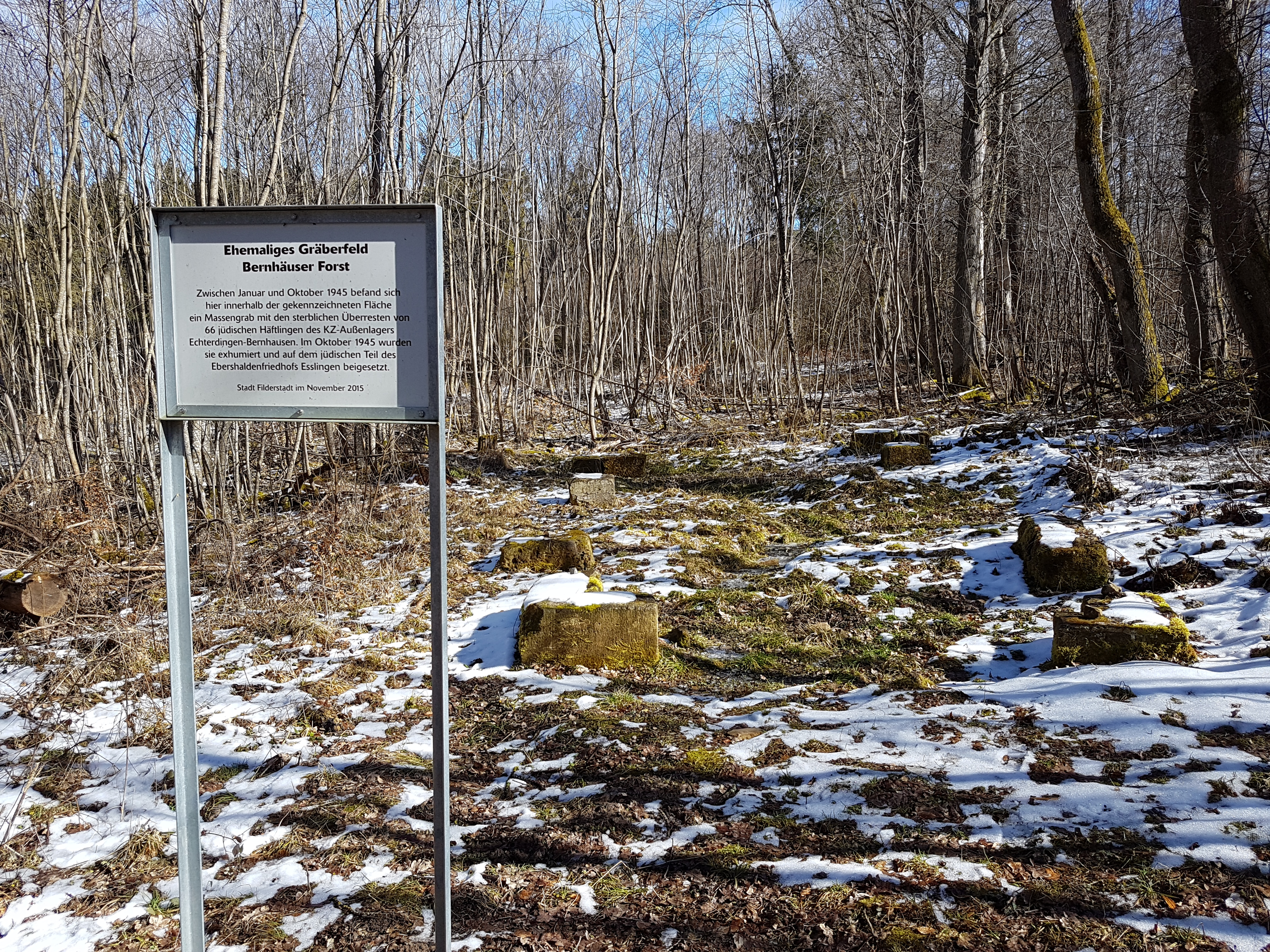
Ehemaliges Massengrab mit Gedenktafel

Über Jahrzehnte ist die genaue Lage des Massengrabes im Bernhäuser Forst in Vergessenheit geraten. 2006 wurde es aber in einem Waldstück nahe Plattenhardt, etwa 500 m östlich des heutigen Bärensees wiederentdeckt. Die Stadt Filderstadt hat 2015 eine Tafel aufgestellt, die an den Ort erinnert und eine schlichte Gedenkstätte eingerichtet. Äußerlich wird das Grab durch einige behauene Steine grob begrenzt, wobei unklar ist, ob es sich hierbei um die ursprüngliche Umrandung des Grabes handelt. Dennoch lässt sich eine etwa 10 × 5 Meter messende, rechteckige Stelle ausmachen, bei der als Hinweis für frühere Bodenbearbeitung die Oberfläche etwas eingesunken ist.